# Parkstadion
Parkstadion – stadion w Gelsenkirchen, w Niemczech, na którym do maja 2001 roku rozgrywała swoje mecze drużyna FC Schalke 04 (obecnie mecze rozgrywane są na nowym obiekcie – Veltins-Arena).
Stadion został otwarty w 1973 roku. Jego pojemność całkowita wynosiła 62 tys., jednak po częściowej rozbiórce liczbę miejsc zredukowano do ok. 10 tys.
Na obiekcie rozegrano pięć meczów Mistrzostw Świata w 1974 roku oraz dwa spotkania Euro 88.